# Iatmul

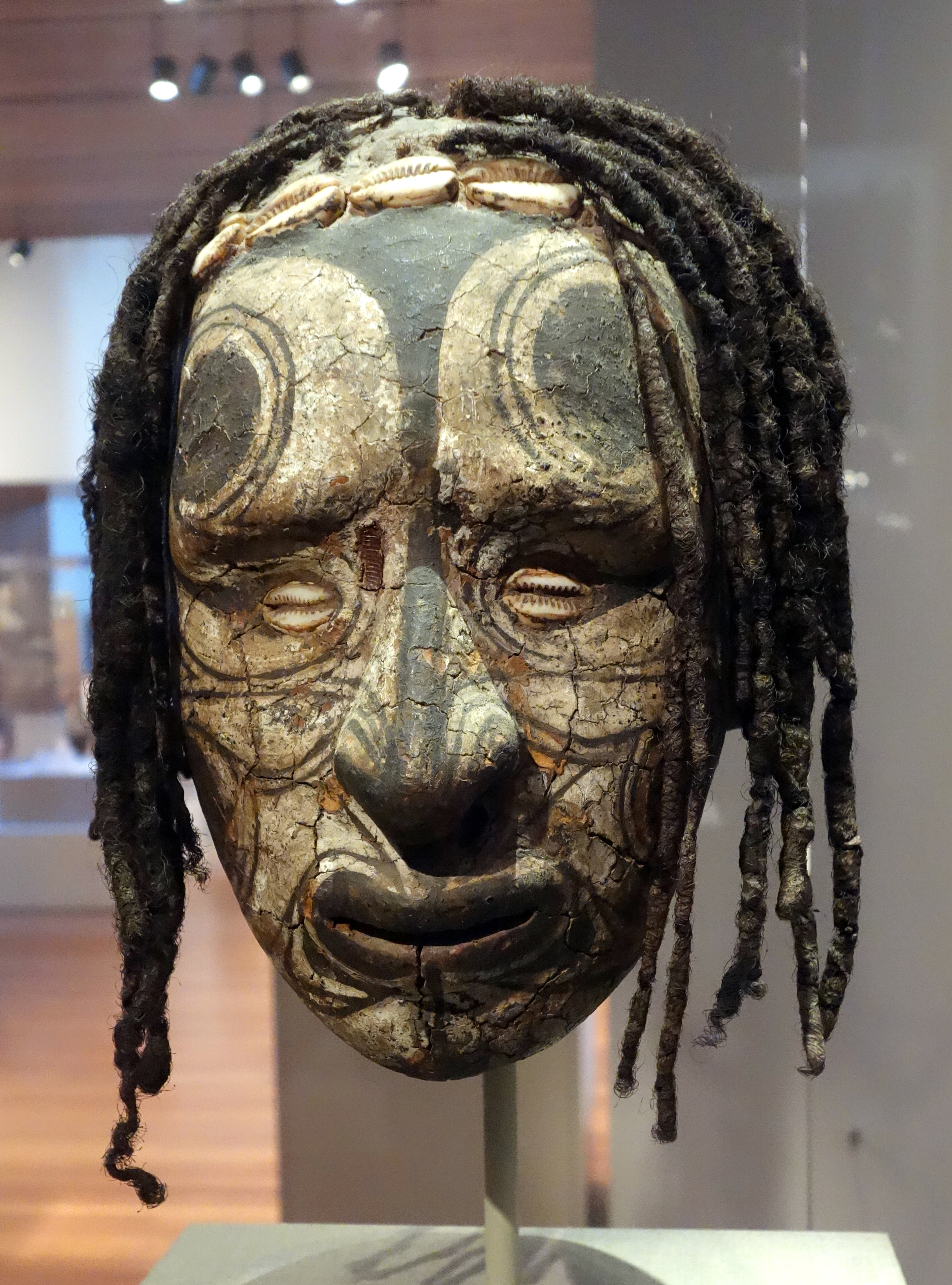
Modellierter Schädel eines Vorfahren der Iatmul. Entstehung vermutlich im Zeitraum 19. bis Anfang des 20. Jahrhunderts. De Young Museum, San Francisco.

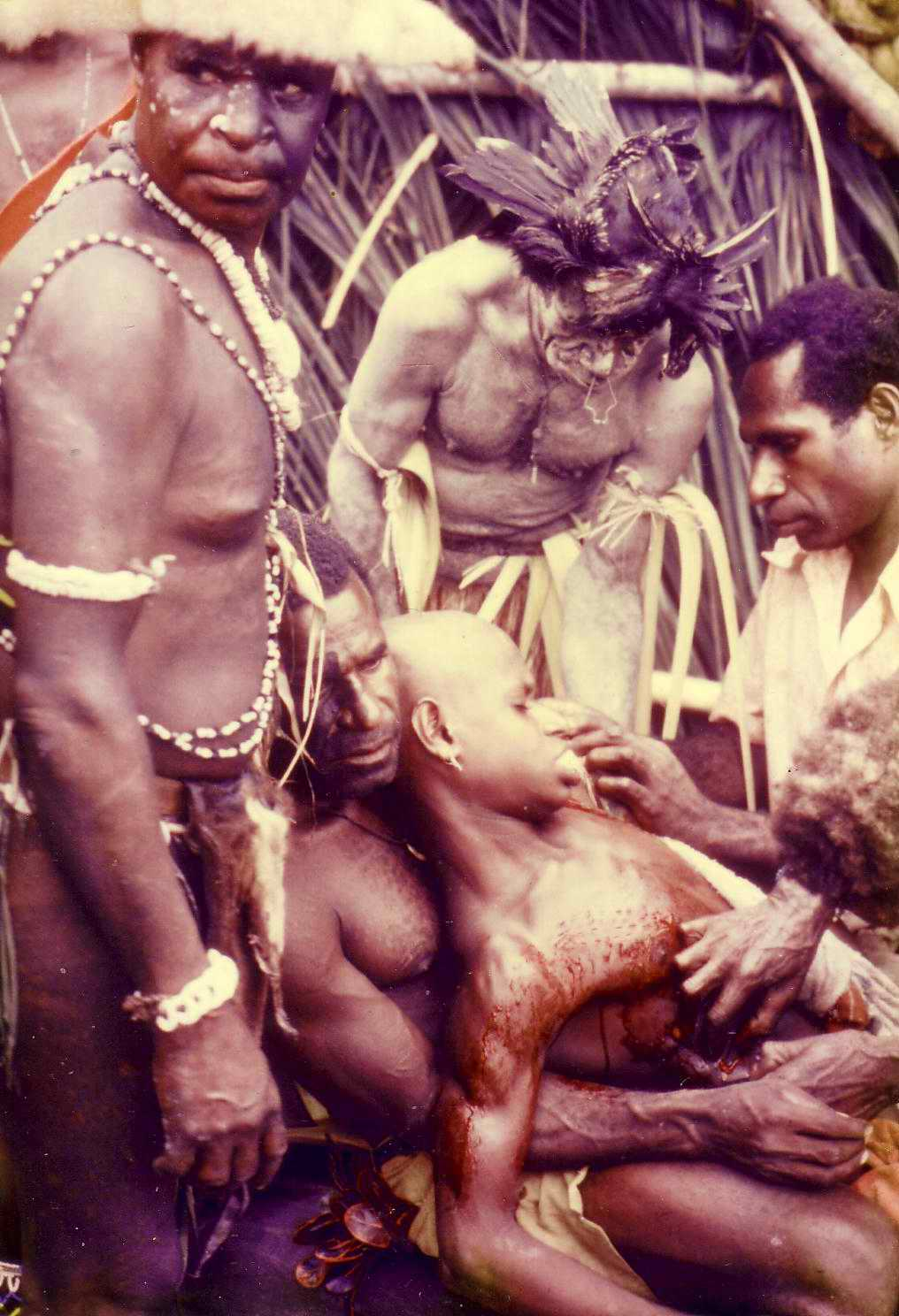
Die Initianden reflektieren später anschaulich die „Bisswunden des Krokodils“

Die Iatmul sind eine ethnische Gruppe in Papua-Neuguinea. Sie siedeln entlang des mittleren Sepik in der East Sepik Province. Ihr Lebensraum umfasst mehrere autonome Dörfer. Da ihr Siedlungsgebiet im Schwemmland oft monatelang unter Wasser steht, errichten sie ihre Häuser auf Pfählen, was ihre Fortbewegung vornehmlich auf Kanus zur Folge hat.
Die Iatmul betreiben Subsistenzwirtschaft. Überbedarf wird mit Nachbarn getauscht, vor allem Fisch gegen Sago. Insbesondere bekannt sind die Iatmul wegen ihrer Skarifizierungsriten.

## Lebensraum
Der Sepik fließt biegungsreich ostwärts. In den sich gelegentlich verschiebenden Flussbiegungen stauen sich Seen mit unterschiedlich hohen Wassermengen auf. Der Untergrund ist flach und sumpfig, sodass die Gewässer zumeist stehen. Somit können verfilzte Wassergrasschichten heranwachsen, die bei entsprechende Größe und Konsistenz entwurzelte Baumstämme zu tragen vermögen. Aus dem Wasser ragen vornehmlich Busch- und Grasland heraus. Gartenbau ist in solchen Naturräumen mühsam, die Lebensgrundlage bilden Erzeugnisse und Früchte der Kokos-, Sago- und Borassus-Palmen sowie Bananen. Kletterbeutler, so der Kuskus, Laufvögel (Kasuare), verwilderte Hausschweine und Krokodile können sich in der Landschaft behaupten und werden bejagt.

## Forschungsgeschichte
Die Bezeichnung Iatmul geht auf den angloamerikanischen Anthropologen Gregory Bateson zurück, der das Volk 1929 erstmals kontaktierte. Eine Selbstbezeichnung wurde nicht bekannt, sodass sich der Name Iatmul durchsetzte. 1936 wurden die Iatmul durch Batesons Werk Naven dann einem größeren Publikum bekannt. Zusammen mit der Ethnologin Margaret Mead führte Bateson 1938 verschiedene Forschungsarbeiten durch.
Unter Leitung des deutsch-schweizerischen Ethnologen Meinhard Schuster, nahmen im Zeitraum von 1972 bis 1974 Mitglieder des Ethnologischen Seminars Bern (darunter Milan Stanek und Markus Schindlbeck), an einer Neuguinea-Expedition teil, die der Erkundung von Iatmul-Dörfern galt. Der Ethnologe Jürg Wassmann forschte beim Stamm der – acht Dörfer umfassenden – Nyaura (West-Iatmul) den eigentümlichen Skarifizierungs-Ritus. Milan Stanek untersuchte das Phänomen der „Männerhaus-Versammlung“.

## Religion und Gesellschaft

### Mythen

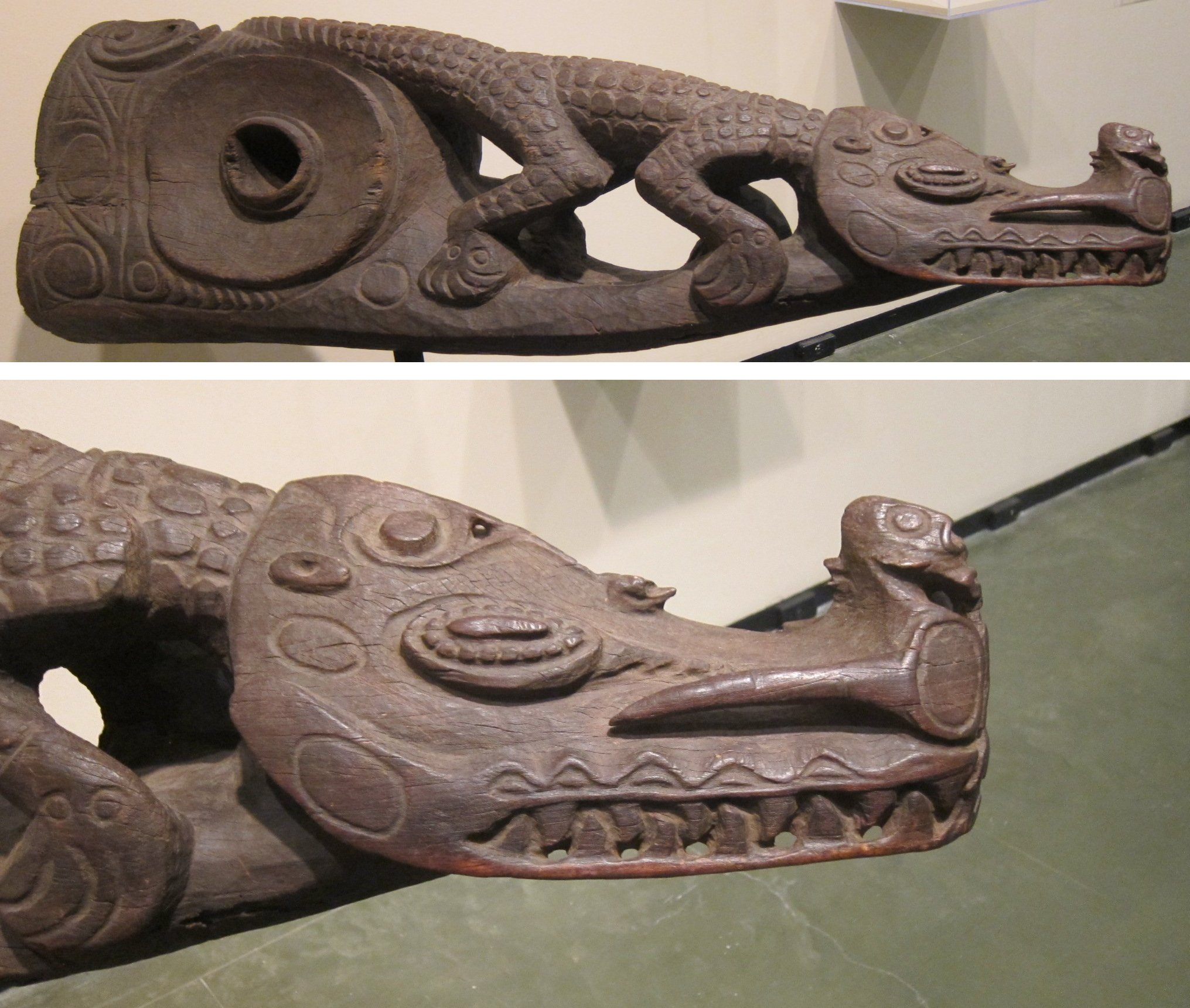
Darstellung des Krokodils, das für die Iatmul Symbol des Schöpfergottes ist.

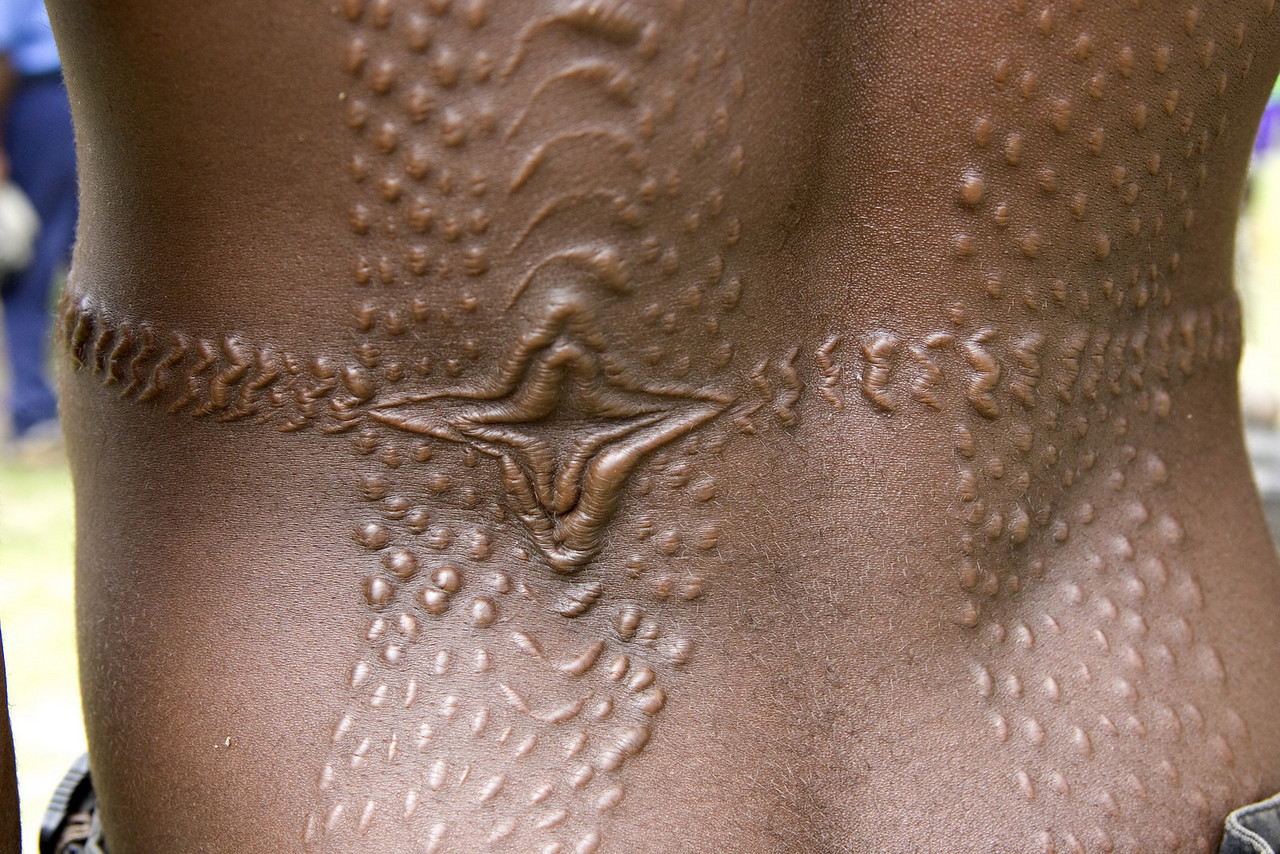
Narben nach Skarifizierung (Papua-Neuguinea)

Vornehmlich untersucht wurden religiöse Themen der Iatmul, deren Ahnenriten und Herkunftsmythen. Bis heute ist in ihrem Bewusstsein verankert, dass die Legende besage, dass der ursprüngliche Zustand der Welt ein Urmeer gewesen sei. Aus diesem Urmeer habe ein Leistenkrokodil Land emporgehoben, mit dessen aufgetanen Erdspalt das Krokodil sich gepaart habe, woraus Lebewesen hervorgegangen seien. Der Oberkiefer des Tiers transformierte zum Himmel, der Unterkiefer habe die Gestalt der Berge angenommen und ward zum Erdboden. Neben diesem umfassenden Schöpfungsmythos existieren noch Geschichten von uralten Krokodilen, die das Land besiedelt hätten. Bei den Initiationsriten der Männer der Iatmul spielt der Mythos eine Rolle, nach welchem „der Knabe“ von einem Krokodil verschluckt und „als Mann“ wieder herausgewürgt worden sei.
Um die Krokodilmythen lebendig zu halten, wurden den Initianten beim Mannbarkeitsritual einst mittels scharfkantiger Muscheln, später mit Rasierklingen, Schnittwunden auf den Oberarmen, Brust und Bauch sowie den Schultern beigebracht (Tatauierung, mbangi kalik). Die daraus entstehenden Narben sollten die zupackenden Bissstellen des Krokodils symbolisieren. Das Krokodil tötet den Novizen und verschluckt ihn. Im Ritual wird das Verschlingen des Getöteten akustisch durch Stockschlagen intensiviert. Da die Geburt des Mannes erst durch die Initiation erfolgen kann, muss das Kind vorab sterben. Der Initiand verliert bei der Prozedur erheblich Blut, Metapher für entweichendes Menstruationsblut. Die Metamorphose zum Mann, nimmt dem der Verwandlung unterliegenden Knaben seinen mütterlichen (weiblichen) Anteil. Bis das Krokodil den Mann hervorbringt, im Kontext der indigenen Magie handelt es sich um keine „Wiedergeburt“, eher um eine „Neugeburt“, sind einige Initiationsphasen zu absolvieren. Im Anschluss an die „Tötung“ des Knaben, bestimmen vorgegebene Regeln das „embryonale Wachstums“ und schließlich die „Neugeburt“, Schlusspunkt des Ritus. Das Krokodil wird zeremoniell in ein Kanu verbracht, das inmitten einer Lagune feierlich versenkt wird.
In totemistischen Kulten gehen die Menschen eine mythisch-verwandtschaftliche Verbindung mit den Naturerscheinungen ein und wiederholen sie. Die Clangründer teilten sich einst die aus dem Schöpfungsmythos entstandene Welt auf und vergaben Namen; sie vermochten die Umwelt zu verwandeln und in sie hineinzuschlüpfen, mithin als „Krokodil“ oder „Sonne“ aufzutreten. Diese Totems dienten ihnen als „Masken“. Die durch die Benennung erworbene Zuständigkeit umschließt Kodizes von Pflichten und Rechten. In Bezug auf das eigene Totem war es dem Clan fortan erlaubt, die Eigennamen zu benutzen, die damit verknüpften Mythen zu kennen und erzählen zu dürfen. In Melodien und Rhythmen werden sie akustisch und optisch präsentiert.

### Gesellschaft
Die Forschergruppe untersuchte die Bedeutung der Frauen in der Gesellschaft der Iatmul und das Verhältnis der Geschlechter zueinander. Die Nachkommensstrukturen sind patrilinear. Die Untersuchungen ergaben, dass die Frauen als Nahrungsversorger für die ganze Familie eintreten. Folglich sind sie auch für die Viehzucht zuständig und halten selbst die für die Clans notwendigen Enten und Schweine. Den Männern obliegt der Hausbau und die Herstellung aller Fortbewegungs- und Produktionsmittel, so Kanus und Paddel oder die prestigeträchtigen Fischspeere. Trotz ihrer gesellschaftlich zurückstehenden Achtung, treten die Frauen der Iatmul selbstbewusst und durchsetzungsstark auf.
In der Vergangenheit gingen die Männer der rituellen Kopfjagd nach. Aus diesem mythisch-sakralen Kontext waren die Frauen ausgeschlossen. Bateson berichtet ergänzend aber, dass die Iatmul die Körper der Getöteten ins Dorf verbrachten, um sie noch einmal von einem Maskenträger rituell töten zu lassen. In diesem Fall sei dann das gesamte Dorf anwesend gewesen, um an dem Akt teilzunehmen.
Bedeutsam waren die Männerhaus-Versammlungen. Nach Auffassung von Milan Stanek hatten sie gesellschaftsordnende Funktionen und dienten der Friedenswahrung. Damit wurde der Lebensraum abgesichert und die Gemeinschaft organisiert. Eine besondere Bedeutung kam dem „zeremoniellen Streitgespräch“ zu. Dazu bewegte sich der Redner auf die Mitte des Männerhauses zu, wo ein Zeremonialstuhl stand, der eine menschengestaltige Lehne hatte. Auf diesem lagen zwei Dutzend dünne Streifen Fiederblätter der Kokospalme von etwa einem halben Meter Länge. Diese galt es aufzunehmen und die Streitrede zu beginnen. Für jedes vorgebrachte Argument, konnte der Redner von den Fiederblättern ablegen, bis er keine mehr in den Händen hielt. Im Zeremonialstuhl verkörperte sich der Ahne, der dafür sorgte, dass alles Vorgebrachte die Wirksamkeit eines Zauberwortes erhielt.

### Musik
Musik und Tänze gehören zu den meisten Festveranstaltungen der Iatmul. Ein zentraler Ort für die traditionelle Musikausübung ist das Männerhaus, in dessen Obergeschoss neben den sonstigen Zeremonialobjekten auch die sakralen Musikinstrumente aufbewahrt werden. Ritualmusik, bei der Frauen nicht anwesend sein sollen, pflegen die Männer dort nachts. Jedes Dorf hat eigene musikalische Strukturen, die zur Durchführung eines Totenrituals, zur Initiation, Behandlung von Krankheiten und zur Einweihung eines Kanus oder eines Hauses gehören.
Im Vergleich zu anderen Völkern in Melanesien ist das Instrumentarium der Iatmul überaus vielfältig. Das größte Musikinstrument ist die Schlitztrommel. Die zeremonielle Schlitztrommel garamut wird bei den Iatmul nicht geschlagen, sondern mit einem Stock gestampft (zum Stampfen vgl. den Stampftrog lesung). Jeder Clan der Iatmul sollte zwei Paar garamut besitzen, die unterschiedliche Formen und Funktionen haben. Die kleineren wagen-Schlitztrommeln werden nur für besondere zeremonielle Anlässe eingesetzt und ansonsten im Obergeschoss des Männerhauses aufbewahrt. Die größeren mi befinden sich im Erdgeschoss des Männerhauses. Sie dienen als profane Signalinstrumente und werden darüber hinaus bei manchen Zeremonien gebraucht. Für zeremonielle und unterhaltende Anlässe wird die einfellige Sanduhrtrommel kundu verwendet. Die Tänzer und Sänger halten sie mit einer Hand und schlagen das Fell mit der anderen während sie sich bewegen. Beide Musikinstrumente sind auf ganz Neuguinea verbreitet.
Die für die Iatmul spezifischen sanduhrförmigen Wassertrommeln sind beidseitig offene Röhren, die paarweise auf eine Wasseroberfläche geschlagen werden. Am Sepik kommen mehrere Typen von zeremoniell verwendeten Bambusflöten vor. Die außergewöhnlichste Flöte ist eine 180 bis 250 Zentimeter lange Querflöte üblicherweise ohne Fingerlöcher. Kürzere Flöten besitzen ein oder zwei Fingerlöcher. Bedingt durch den kulturellen Wandel werden Zeremonialflöten manchmal auch bei sonstigen Anlässen und sogar vor Besuchern gespielt. Für die Region Melanesien äußerst selten ist eine idiochorde Stabzither, die aus der dicken Mittelrippe eines Sagopalmblattes gefertigt wird. Hierfür wird ein dünner Streifen der Epidermis als Saite herausgetrennt und mit einem untergeschobenen Steinchen auf Abstand gehalten. Das Prinzip entspricht demjenigen der einsaitigen indonesischen Bambusröhrenzithern wie etwa der guntang. Früher wurde außerdem eine etwa 40 Zentimeter lange Holztrompete hergestellt. Männer bliesen sie nach der Rückkehr von kriegerischen Unternehmungen, wenn sie einen gefangenen Gegner mitbrachten.

### Übermodellierte Ahnenschädel
Die Iatmul sind zudem für ihre übermodellierten Ahnenschädel bekannt, welche von ihnen misango genannt werden. Diese konnten aus den Schädeln verstorbener Männer, Frauen und Kindern hergestellt werden.
Der Verstorbene wurde hierfür zunächst bestattet und der Schädel nach mehreren Monaten oder Jahren wieder aus dem Grab geholt. Waren zu diesem Zeitpunkt noch Weichteile vorhanden wurden diese nun entfernt, separat bestattet und der Schädel anschließend geräuchert. Der Unterkiefer wurde mit Rattan am Schädel festgebunden. Für die anschließende Übermodellierung wurde eine „yiba“ genannte Paste verwendet, welche sie auch auf verschiedenen Masken der Iatmul findet. Laut Kocher-Schmid besteht diese aus rotem Ton, dem Latex verschiedener Bäume sowie Togassoöl (ein Exsudat von Campnosperma brevipetiolatum und / oder C. coriacea), anderen Pflanzenmaterialien sowie Kalk. Masowaban, ein Geschichtenerzähler aus dem Dorf Palimbei berichtet 1972 von einer Zusammensetzung der Masse aus roter Erdfarbe und Pflanzenöl bzw. -harz.
Die Öffnungen des Schädels wurden mit der Masse oder leichtem Holz verschlossen und die Gesichtszüge portraitartig aus der Erinnerung oder nach ähnlich sehenden Verwandten modelliert. Die Augen wurden mit Schneckenschalen ersetzt, zusätzliche Schneckenschalen konnten an der Stirn zum Einsatz kommen. Besonderer Wert wurde auf die Nase gelegt, sie konnte mit einem Stück Rattan oder Holz geformt sein oder aus der Übermodellierungsmasse bestehen. Am Hinterkopf wurden verdrehte und rußgeschwärzte Haare, welche vom Bruder des Verstorbenen, von Gleichaltrigen im Dorf oder vom Toten selbst stammen konnten, in die Masse eingefügt.
Während der anschließenden Nacht im Männerhaus wurde der Schädel nach dem Glauben der Iatmul vom Geist des Toten begutachtet. Die Partien, die dieser als nicht passend ansah, wurden morgens zerstört vorgefunden. War dies der Fall, musste nachgebessert werden, bis der Geist des Toten zufrieden war.
Die Bemalung erfolgte nach zweitägiger Trocknung mit schwarzer, weißer, roter und brauner Farbe. Schwarz wurde aus manganhaltiger Erde, Holzkohle, Ruß oder verkohlten Pflanzen hergestellt, weiß aus farbiger Erde sowie gebranntem Muschelkalk, während rot und braun aus farbiger Erde gewonnen wurde.
Die Farben der verwendeten Materialien haben verschiedene symbolische Bedeutungen. Rot und braun wird Blut assoziiert, aber auch mit der Hautfarbe des Toten. Weiß steht für Sperma. Nach den Vorstellungen der Iatmul werden Fleisch und Blut eines Kindes aus dem Blut der Mutter geformt, während die Spermien des Vaters die Knochen bilden. In der Übermodellierung werden der väterlichen Knochenstruktur erneut mütterliche Komponenten hinzugegeben. Weiß ist bei den Iatmul zudem mit dem Totenland verbunden, da dunkelhäutige Menschen mit der Totenstarre erbleichen.
Weiße Ornamentik wurde für Männer verwendet, schwarze für Frauen. Die Bemalungen konnten zudem denen entsprechen, die der Tote zu Lebzeiten getragen hat.
Nach einiger Zeit der Aufbewahrung im Haus männlicher Verwandter konnten die Schädel wieder bestattet werden, die bedeutender Personen im Männerhaus, alle anderen in dem Grab, in dem sich der zugehörige Körper befand. Die Zweitbestattung wurde von weiblichen Verwandten, meist der Schwester des Verstorbenen, angeführt. Zu bestimmten Zeiten und Ritualen konnten die Schädel auch wieder ausgegraben werden. Nach Olig wurden die Schädel nicht wiederbestattet, sondern vernichtet, um eine Rückkehr der Totenseele zu verhindern.
Wenige Informationen lassen sich zur Nutzung der Schädel finden. Günther bezeichnet sie als Mittler zwischen der diesseitigen und jenseitigen Welt.
Auf Expeditionen europäischer Forscher wurden hunderte solcher übermodellierten Schädel erworben, welche sich heute über zahlreiche Museen verteilt finden. Von Kocher-Schmid wird hierbei vermutet, dass auch speziell Schädel, beispielsweise eigene oder eingetauschte Kopftrophäen für den Handel übermodelliert wurden.
In den 1930ern wurde die Zweitbestattung und damit auch die Herstellung übermodellierter Schädel von der kolonialen Regierung verboten. Die genauen Rituale und das Wissen um die Materialien für die Herstellung der Schädel ging anschließend durch fortschreitenden Kulturwandel und unter dem Einfluss von Händlern und Missionaren verloren. In diesem Zusammenhang wurden auch viele Ritualgegenstände und auch übermodellierte Schädel aus Furcht vor ihnen von den Iatmul an die Missionare übergeben.

## Sprache
Die Sprache der Iatmul leitet sich aus dem Sepik-Sprachraum der Ndu-Klassifikation ab und stellt einen gleichnamigen Dialekt dar. Die Iatmul selbst bezeichnen sich als Gepma Kwudi (hergeleitet aus: Gepma=Dorf; Kwudi=Sprache; ausgesprochen: Ngepma Kwundi).